# Дягилев, Сергей Павлович
Серге́й Па́влович Дя́гилев (19 [31] марта 1872, Селищи, Новгородская губерния, Российская империя — 19 августа 1929, остров Лидо у Венеции, Королевство Италия) — русский театральный и художественный деятель, меценат, одна из самых знаменитых личностей Серебряного века.
Один из основателей и главных идеологов (в паре с Александром Бенуа) общества «Мир искусства» и одноимённого журнала, организатор «Русских сезонов» в Париже и труппы «Русский балет Дягилева», антрепренёр. Сыграл одну из решающих ролей в популяризации русского искусства в Европе и мире на рубеже XIX—XX веков, «открыл» многих талантливых артистов балета, композиторов и художников.
Молодость Дягилева прошла в Санкт-Петербурге, где в период обучения в университете он увлёкся живописью и стал одним из создателей объединения «Мир искусства». Первым этапом в карьере Дягилева стала организация серии выставок актуальных европейских и российских художников, прошедших с большим успехом. Поступив на службу в Императорские театры, он был назначен редактором «Ежегодника императорских театров» и реформировал издание, превратив его в высококачественный художественный журнал с несколькими приложениями, качественными иллюстрациями и литературными статьями.
В 1906 году при помощи влиятельных покровителей он провёл первый Исторический русский концерт в Париже, представив французской публике русскую оперу, а в 1909-м — балет. Успех российских балетных постановок был таким ошеломительным, что способствовал волне моды «на всё русское», захватившей Европу в начале XX века. Гастроли антрепризы стали ежегодными, и постепенно стали охватывать не только Париж, но и Лондон и другие европейские города, а также США и Южную Америку. После революций 1917 года труппа прекратила контакт с Россией и продолжила работать под фамилией Дягилева до его смерти в 1929 году.
Дягилев обладал редкими организаторскими способностями, имел тонкий художественный вкус и особое чутьё, которое помогало ему из года в год находить новые имена и создавать «звёзд» из своих протеже. Многие художники и композиторы, а также целая плеяда танцоров были обязаны своей международной славой Дягилеву. При этом современники запомнили его как противоречивую фигуру, личность со сложным характером, часто нарушавшего личные договорённости и финансовые обязательства. К концу жизни Дягилев потерял интерес к балету, увлёкся букинистикой, собрал коллекцию редких изданий.

## Биография

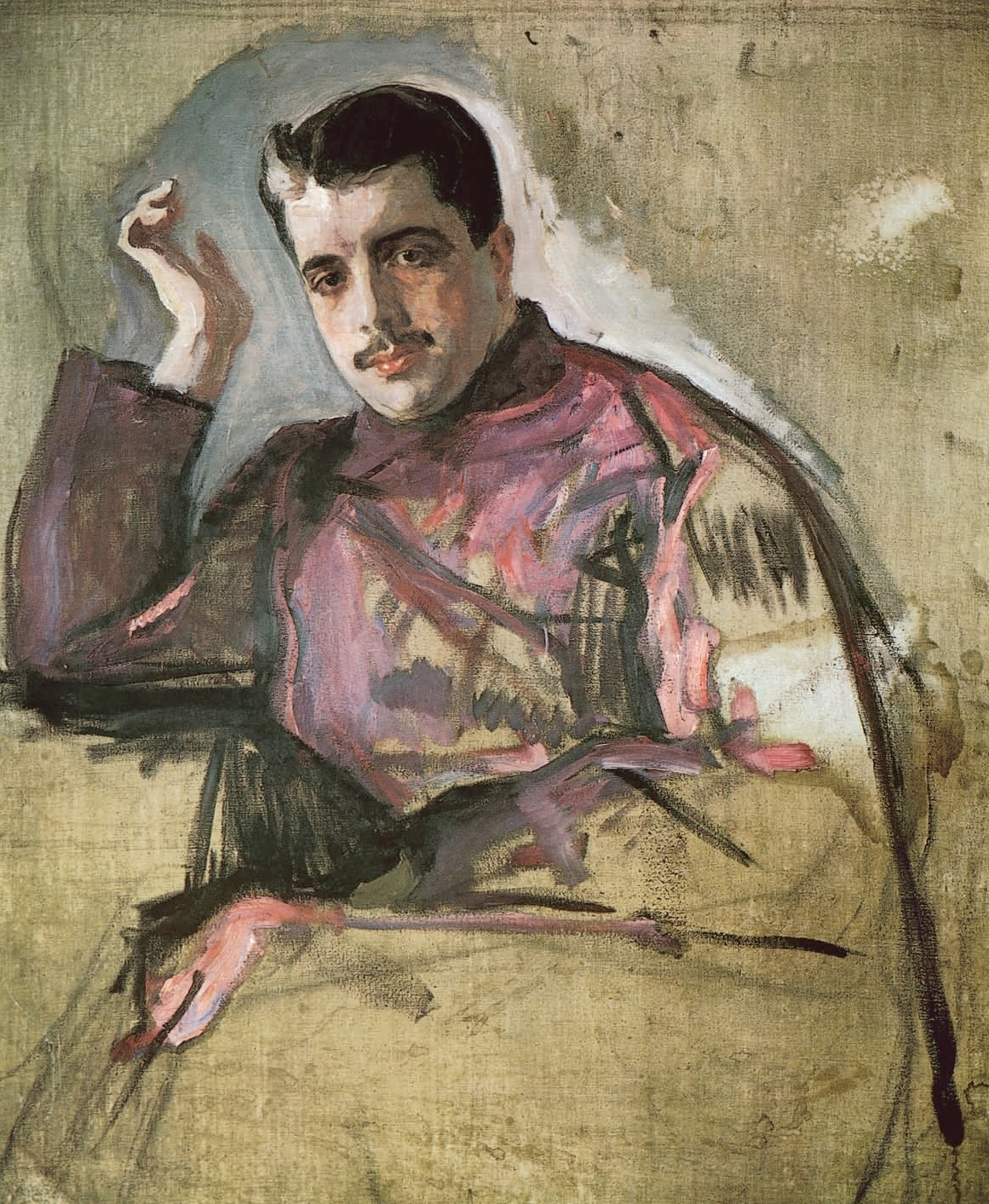
Портрет Сергея Дягилева, Валентин Серов, 1904

### Семья и ранние годы
Сергей Дягилев родился 19 (31) марта 1872 года в Селищах Новгородской губернии, в семье полковника потомственного дворянина Павла Павловича Дягилева. Мать умерла через несколько месяцев после рождения Сергея, предположительно, от сепсиса. Брат отца, Иван Павлович Дягилев, был меценатом и основателем музыкального кружка. Семья Дягилевых владела водочным заводом в Бикбарде и несколькими винокурнями в Пермской области, они построили церковь в Николаевском и Камско-Берёзовский монастырь. В Петербурге у Дягилевых был особняк на Фурштатской улице. Незадолго до рождения Сергея его тётка, сестра отца Мария Корибут-Кубитович, овдовела и переехала к Павлу Павловичу со своими тремя детьми. Вместе со старшей сестрой Анной (в замужестве Философовой) они образовали дружную семью и вместе растили детей. В 1873 году отец Сергея познакомился с Еленой Валериановной Панаевой, дочерью инженера Валерьяна Панаева, и женился на ней в 1874-м. Мачеха растила Сергея как родного ребёнка и на всю жизнь стала одним из самых близких его людей.
В Перми дом Дягилевых располагался на углу улиц Сибирской и Пушкина (бывшая Большая Ямская). Особняк в стиле позднего русского классицизма был построен в 1850-х годах по проекту архитектора Рудольфа Карвовского. Дягилевы часто уезжали на зиму за границу или оставались в Петербурге, а лето проводили в Бикбарде. В Петербурге семья начала каждый второй четверг проводить музыкальный вечер, где часто пела знаменитая певица Александра Панаева-Карцева, вышедшая замуж за племянника Петра Чайковского, и гостил Модест Мусоргский. Павел Павлович и Елена Валериановна Дягилевы очень любили музыку, во многом благодаря мачехе у Сергея сформировался интерес к искусству. Из-за финансовых сложностей в 1879 году семья покинула Петербург и окончательно перебралась в Пермь, где продолжила традицию музыкальных вечеров. С раннего возраста Сергея учили вокалу и игре на фортепиано, в 15 лет он написал свой первый романс.

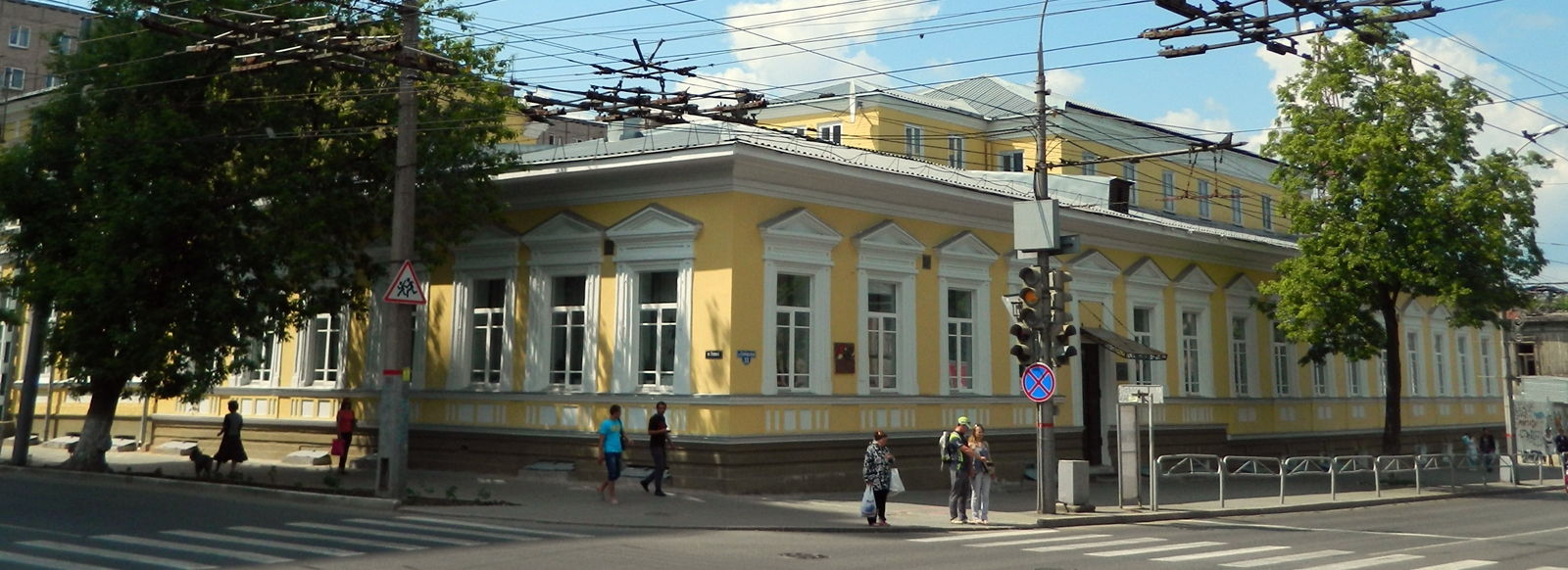
Дом Дягилевых в Перми

После окончания пермской гимназии в 1890 году Дягилев вернулся в Петербург и поступил на юридический факультет Санкт-Петербургского университета, параллельно брал уроки музыки у композитора Н. А. Римского-Корсакова в Петербургской консерватории. Юридический факультет он окончил не за четыре года, а за шесть, по собственному признанию — «страшно любил университет» за атмосферу и щегольскую форму, однако работать в сфере юриспруденции не планировал никогда. Студенческие годы Дягилев использовал как ему советовал Лев Толстой — чтобы «осмотреться» и выбрать свой путь в жизни. 23 июля 1896 года он получил диплом, а уже спустя семь месяцев состоялась первая организованная им выставка картин. Дальнейшие активные года Дягилева можно разделить на два периода: в 1898—1906 годах он жил в России и работал преимущественно в области изобразительного искусства, с 1906-го и до самой смерти работал в качестве импресарио за рубежом.

### Петербургский период

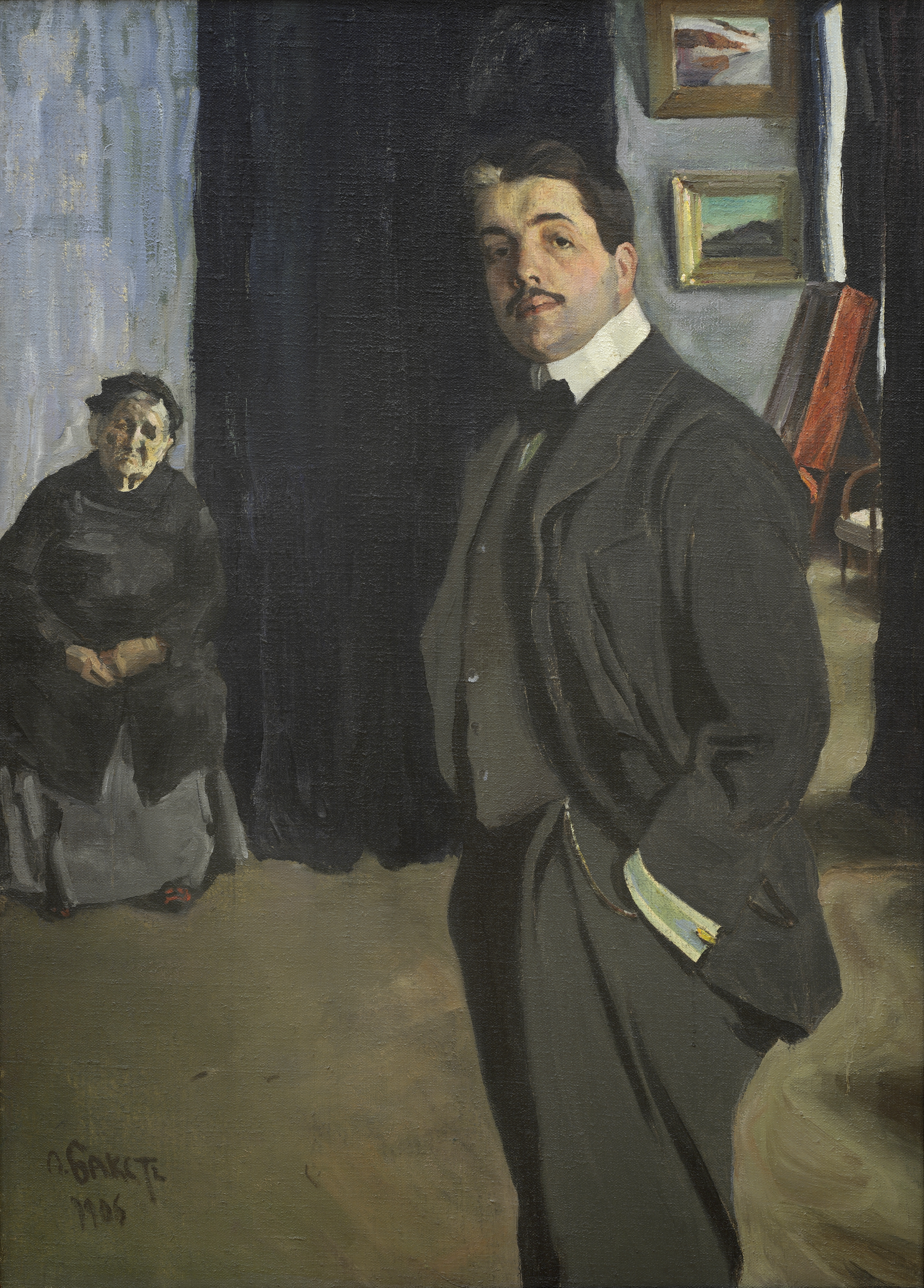
Портрет Сергея Павловича Дягилева с няней, Леон Бакст, 1905

#### Выставки
Словесный автопортрет молодого Дягилева о самом себе в 23 года:

Я, во-первых, большой шарлатан, хотя и с блеском, во-вторых, большой шармёр, в-третьих — нахал, в-четвёртых, человек с большим количеством логики и малым количеством принципов и, в-пятых, кажется, бездарность; впрочем, я, кажется, нашёл моё настоящее назначение — меценатство. Все данные, кроме денег, но это придёт.

В конце 1890-х Дягилев организовал серию выставок, которые вызвали широкий резонанс в Санкт-Петербурге. В этот период Дягилев стремился «сблизить русское искусство с общемировым» — познакомить российскую публику с современным европейским искусством, которое было практически не представлено в стране. Русский же культурный мир он хотел избавить от «провинциализма» и «вычистив, возвеличить на Западе». В 1897 году состоялась выставка британских и немецких акварелистов, затем — выставка скандинавских художников в залах Общества поощрения художеств. В 1898 году Дягилев организовал выставку русских и финляндских художников в музее Штиглица, представив работы ведущих молодых мастеров — Врубеля, Серова, Левитана. В том же году он открыл первую экспозицию в Германии, которая прошла с большим успехом, русские художники были оценены «даже выше их европейских коллег». Устройство подобных экспозиций было очень дорогим, не имея личных сбережений, ещё совсем молодой Дягилев сумел заручиться поддержкой таких влиятельных меценатов, как Великий князь Владимир Александрович, а через него — и Николая II.
Русско-финская выставка 1898 года в музее Штиглица стала первым выступлением объединения «Мир искусства». После него родилась идея создать «одноимённый журнал-манифест», в котором бы публиковались статьи и произведения членов кружка и других авторов, объединённых общими взглядами на искусство и его будущее. По их мнению, журнал должен был в первую очередь «служить богу Аполлону» и популяризировать деятельность мирискусников во многих отраслях культуры. Уже в феврале 1898 года вышел первый номер. Вместе с Дягилевым издание возглавил А. Н. Бенуа, спонсорами выступили Савва Мамонтов и княгиня Мария Тенишева. Дягилев был его редактором (с 1903 года — совместно с Бенуа), с 1902 года руководил изданием. По воспоминаниям Бенуа, Дягилев сформировал формат и внешний вид журнала, в 1898—1904 годах также сам писал искусствоведческие статьи, в 1902 году опубликовал монографию о портретисте екатерининской эпохи Дмитрии Левицком. Он планировал затем написать подобные исследования и о Фёдоре Рокотове, Боровиковском, Степане Щукине. При этом Бенуа отмечал, что из всех мирискусников Дягилев был «особенно чужд философии и литературе», читал мало и обнаруживал серьёзные пробелы в знании классики.
6 марта 1905 года была открыта Дягилевская историко-художественная выставка русских портретов XVII—XVIII веков в Овальном зале Таврического дворца, к которой он подготовил каталог с описанием 2300 картин, справками о художниках и моделях. Оформителем экспозиции выступил Александр Бенуа. Выставка имела широкий успех и стала революционной с точки зрения синтеза искусств и формирования целостного впечатления у посетителей. Совместное воздействие оформления залов, расположения полотен, подписей, логического порядка многократно усиливали эффект, полученный зрителем.
В 1906 году на Осеннем салоне в Париже Дягилев открыл выставку «Два века русского искусства и скульптуры», которая заняла 12 залов в Гранд-Пале и включала 750 произведений от 103 авторов. На ней были представлены как картины молодых художников (Бенуа, Грабаря, Кузнецова, Малявина, Репина, Серова, Явленского, Рериха, Сомова и др.), так и работы мастеров прошлого, а также 36 древнерусских икон. Оформил экспозицию Леон Бакст. Представленная публике ретроспектива стала, по словам современников, одним из главных событий в Париже и во многом заложила основы успеха Русских сезонов и «моды на всё русское», которая охватила Европу в последующие годы.

#### Императорский театр
В 1899 году князь Сергей Волконский получил пост директора Императорских театров и 10 сентября того же года назначил Дягилева чиновником по особым поручениям. Хотя подобная должность часто была чисто номинальной, Дягилев развил бурную активность. Параллельно со своей работой над художественными выставками, с 1 октября он стал редактором «Ежегодника императорских театров». Дягилев коренным образом реформировал издание, превратив его в полноценный художественный журнал с публикациями аналитических статей, рецензиями, календарём сезона, полным списком артистов и постановок. К журналу стали выпускаться три отдельных книжки-приложения с историко-литературными материалами. Современники отметили роскошное оформление издания — Дягилев привлёк к работе художников, которые разработали заставки, виньетки и шрифты, а печать перевели на дорогую мелованную бумагу. Журнал был богато иллюстрирован и включал фотографии авторов и художников, эскизы декораций и костюмов. Новый редактор занялся рекламой издания и наладил каналы сбыта. Первый номер ежегодника, по словам Волконского, стал «новой эрой в русском книжном издании». На тот момент Дягилеву было 27, он «был красавец и светский лев», а от успеха издания, по воспоминаниям Бенуа, он «вовсе потерял всякое правильное осознание своего положения: <…> что он уже у цели, что он единственный, что без него обойтись вообще нельзя». Дягилев стал всё чаще появляться на репетициях Императорского балета. Вскоре за седую прядь балерины прозвали его «шеншеля́» (шиншилла), и в мемуарах Матильда Кшесинская цитировала стишок:

Сейчас узнала я,

Что в ложе — шеншеля́,

И страшно я боюся,

Что в танце я собьюся!

Дягилев «подчёркнуто аплодировал Кшесинской» и провожал её домой после репетиций, а балерине льстило внимание уже имевшего вес в художественных кругах организатора выставок и знатока искусства. В дальнейшем у них часто бывали конфликты, однако оба «до конца жизни считали, что были друзьями».
Вместе с Дягилевым в Императорские театры пришли многие современные художники (Аполлинарий Васнецов, Александр Бенуа, Леон Бакст, Валентин Серов, Константин Коровин, Евгений Лансере). В сезон 1900—1901 годов директор Волконский поручил Дягилеву постановку балета Лео Делиба «Сильвия». Дягилев пригласил работать над ним художников группы «Мир искусства», что вызвало «тихий бунт» среди чиновников дирекции. Волконского уговорили отозвать распоряжение о назначении Дягилева. Тот демонстративно отказался от редактирования «Ежегодника», а вслед за ним объявили о разрыве с дирекцией многие авторы и художники. Скандал закончился тем, что в марте 1901-го Дягилева уволили «по третьему пункту», то есть с пожизненным запретом занимать государственные должности. Однако из этой ситуации ему удалось выйти победителем — на его стороне оказался император Николай II, к которому 14 раз обращались по поводу этой ситуации как сторонники, так и противники Дягилева. В конечном итоге сам Волконский стараниями Кшесинской был уволен с должности через неделю после Дягилева. По свидетельствам друзей, Сергей Павлович ролью чиновника не дорожил и скандал пережил легко, однако весной 1901 года уехал за границу и почти полтора года не бывал в театре.

### За границей

#### Исторические русские концерты

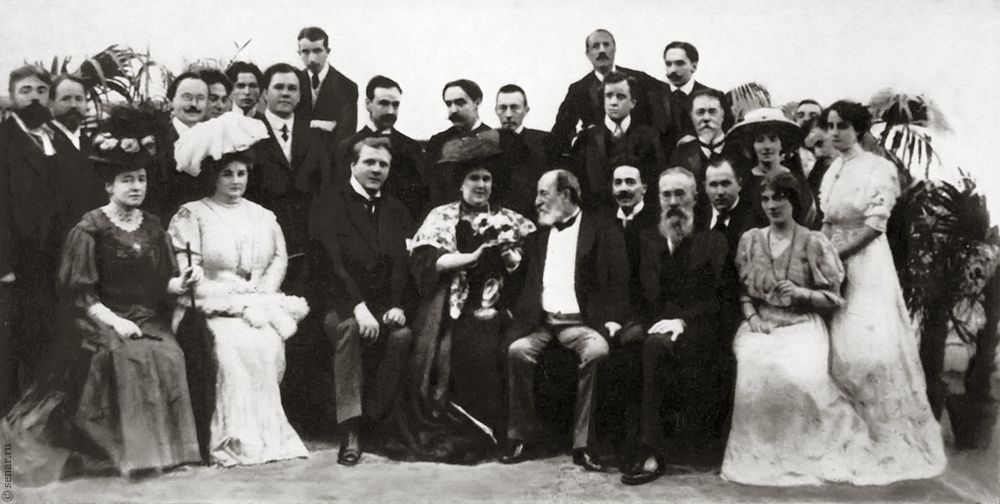
Участники «Русских исторических концертов в Париже» в гостях у композитора Камиля Сен-Санса, Париж, 1907 год.

Вдохновлённый успехом выставки 1906 года, в 1907 году Дягилев организовал в Париже Исторические русские концерты. В них участвовали Николай Римский-Корсаков, Сергей Рахманинов, Александр Глазунов, Фёдор Шаляпин, Фелия Литвин и другие крупные музыканты. Вместе с музыкантами, задействованными в «Исторических концертах», Дягилев посетил в Париже Камиля Сен-Санса. Средства на подготовку гастролей предоставила российская казна, руководствуясь политическими соображениями и рассчитывая с их помощью укрепить позиции Российской империи в Европе. Покровителями начинания Дягилева выступили великий князь Андрей Владимирович и великая княгиня Мария Павловна.
Весной 1908 года Дягилев провёл первый Русский сезон за границей, центральным событием которого стала опера «Борис Годунов» с участием Ф. И. Шаляпина. Декорации по эскизам Бенуа и Бакста создавал Борис Анисфельд. Чтобы достичь максимальной аутентичности, художник Иван Билибин ездил в Архангельскую область покупать национальные костюмы, а Бакст искал реквизит на петербургских «барахолках».

#### Русские сезоны
Несмотря на успех у публики, в коммерческом отношении «Исторические концерты» убытки от сезона составили 85 тысяч франков, поэтому на следующий год Дягилев решил представить в Париже в первую очередь балет, который набрал особенно много восторженных откликов. Примечательно, что в тот период Дягилев относился к балету пренебрежительно: 

Смотреть его с одинаковым успехом могут как умные, так и глупые — всё равно никакого содержания и смысла в нём нет; да и для исполнения его не требуется напрягать даже маленькие умственные способности.
 По воспоминаниям премьера Сержа Лифаря, до конца жизни Дягилев сохранил снобизм в отношении рядовых артистов труппы, о танцорах кордебалета он отзывался «не иначе, как о стаде баранов».
В 1909 году, наряду с продолжением оперных сезонов, состоялся первый балетный «Русский сезон» в Париже. Поскольку после ссоры с Кшесинской и неоднократных конфликтов с дирекцией императорских театров российская казна отказалась спонсировать гастроли, Дягилеву пришлось обращаться за помощью к своей покровительнице Мисе Серт. С её протекции удалось арендовать «Шатле», менее престижный, чем «Гранд-Опера», театр. Программа первого сезона включала балеты «Павильон Армиды», «Половецкие пляски», «Пир», «Клеопатра» (или «Египетские ночи»), «Сильфиды», а также оперы «Борис Годунов», «Псковитянка» и первый акт оперы «Руслан и Людмила». Балеты преимущественно ставили вторым актом после оперы. Главные партии танцевали Тамара Карсавина, Вацлав Нижинский, Анна Павлова, Каралли, Мордкин. Новаторским был подход Дягилева — он синтезировал танец, музыку и декорации в единое общее произведение, тогда как прежде каждое из этих искусств преподносилось публике по отдельности. Успех постановок был «удивителен даже для самих артистов» — и зрители, и критики были в восторге. Невероятный успех сезона моментально сделал танцоров-солистов международными звёздами.

#### Балет Дягилева

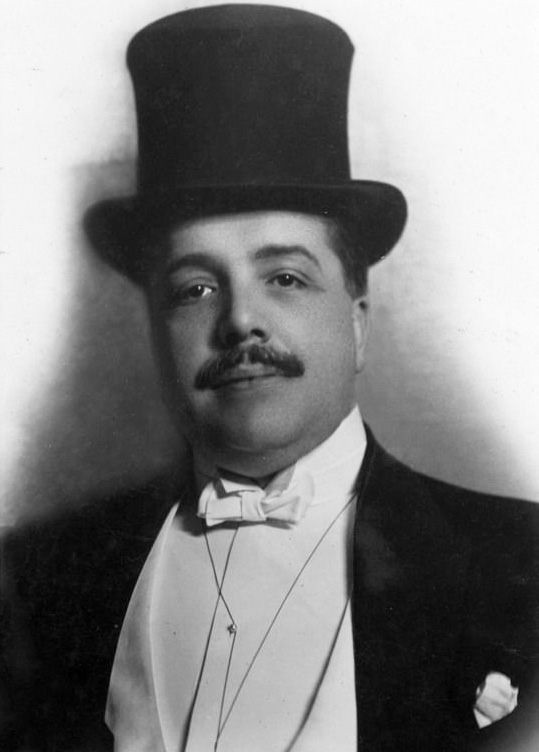
Дягилев С. П. в 1910 году

В первых балетных сезонах Дягилева работали ведущие артисты Императорских театров — Михаил Фокин, Анна Павлова, Вацлав Нижинский и Бронислава Нижинская, Тамара Карсавина, Адольф Больм, Людмила Шоллар, Вера Каралли, Любовь Чернышёва. Уже с 1911 года и вплоть до смерти Сергея Павловича в 1929 году его антреприза выступала под названием «Русский балет Дягилева». До начала Первой мировой войны в программу входила и опера («Соловей» Игоря Стравинского, «Князь Игорь» Александра Бородина, «Майская ночь» Римского-Корсакова).
Со второго балетного сезона 1910 года антреприза выступала уже в «Гранд-опера», Дягилев ежегодно представлял парижской публике исключительно мировые премьеры. В 1910-м были поставлены «Жизель, или Виллисы», «Карнавал», «Шехеразада», «Жар-птица» и «Ориенталии». Хореографию ставил Михаил Фокин, в 1910—1913 роль одного из «художественных руководителей» антрепризы играл композитор И. Ф. Стравинский. Стивен Уолш отмечал, что «Дягилев и Стравинский, будто русские герои карикатур: обнимались и вместе выпивали вечером, а днём отчаянно ругались из-за денег и контрактов». В 1911 году 6-й «Русский сезон» включал балеты «Подводное царство», «Призрак Розы», «Нарцисс», «Пери» и «Петрушка». Из-за скандала между композитором, который хотел отдать главную роль Татьяне Трухановой, и Дягилевым, который был категорически против, премьера «Пери» так и не состоялась.

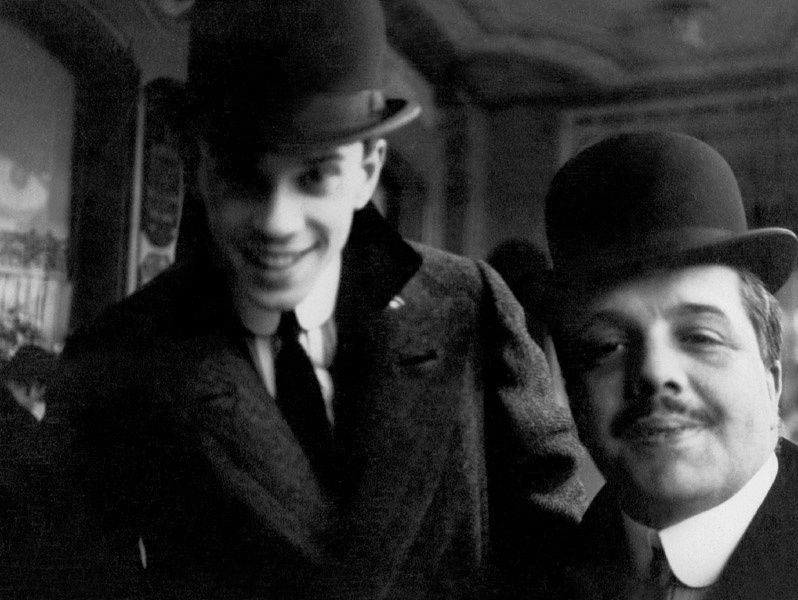
Вацлав Нижинский и Сергей Дягилев в Ницце, 1911

После Фокина ведущими хореографами у Дягилева были Вячеслав Нижинский, Леонид Мясин, Бронислава Нижинская, Джордж Баланчин. До 1913 года в оформлении балетов участвовали преимущественно художники, входившие в «Мир искусства», в частности Александр Бенуа, Леон Бакст, Александр Головин, Николай Рерих, Борис Анисфельд. В балетах этого периода доминировала изящная стилистика импрессионизма и belle époque. В «Послеполуденном сне фавна» наметилось новое течение — переход от неоромантизма к «дикому», экспрессивному фовизму. Начиная с середины 1910-х годов Дягилев радикально изменил стилистику представлений, оставив экзотику, придворную пышность и ориентализм и обратившись к авангарду. Первым спектаклем новой музыкальной формы и хореографии стал балет «Парад» Эрика Сати, премьера которого прошла в Париже в 1917 году и вызвала скандал в обществе. Отойдя от стилистики «Мира искусства» и постоянно проживая в Европе, Дягилев стал сотрудничать преимущественно с европейскими художниками, также его постоянными сотрудниками были эмигранты Наталья Гончарова и Михаил Ларионов. Например, для балета «Игры», фоном для которого служил теннисный матч, костюмы делал французский кутюрье Пакен, а музыку писал Клод Дебюсси.
В 1911—1914 годах труппа Дягилева провела шесть «Русских сезонов» в Лондоне. В первые гастроли выяснилось, что британская публика принимала репертуар иначе: в опере «Князь Игорь» половецкие пляски называли «прыжками диких», любовную связь раба и госпожи в «Шахерезаде» считали неприличной, в «Армиде» не аплодировали Нижинскому. Однако романтические балеты, декорации Бакста, примы Кшесинская и Павлова имели огромный успех. На сезон летом 1914 года Дягилев подписал контракт на один миллион франков. Планы на 1915-й год разрушились из-за начала Первой мировой, Дягилев уволил Нижинского, потеряв лучшего премьера. Только в 1916 состоялись новые гастроли антрепризы, на этот раз — в США.
Начиная с 1922 года труппа обосновалась в Монте-Карло под покровительством принца Пьера. По мнению Бенуа, этот период у Дягилева был наименее достойным — к тому моменту он растерял всех друзей и авторов, с которыми начинал «Русские сезоны», и стал навязывать артистам свои творческие взгляды, чем привнёс «много нелепого и безвкусного». Из близких с ним поддерживал общение только двоюродный брат Павел Григорьевич Корибут-Кубитович. Кшесинская писала, что от Русского балета к тому моменты остался лишь фасад — артистов набирали из иностранцев, давали им русские фамилии, новые постановки, на её взгляд, были безобразны. Немногим был понятен переход антрепризы к авангарду. Во многом он был продиктован веянием моды — в послевоенные годы романтизм и неоренессанс уже казались пережитком прошлого. Антреприза Дягилева находилась в плачевном финансовом состоянии и была вынуждена уже сама следовать за модой, а не диктовать её.
В начале 1926 года состоялись Берлинские гастроли труппы, которые обернулись серьёзными убытками — была продана только четверть билетов. С 1927 года Дягилев увлёкся коллекционированием редких книг и «совершенно охладел к балету». Труппа просуществовала до 1929 года. По воспоминанию постоянного режиссёра Сергей Григорьева, их последнее выступление состоялось в Виши 4 августа 1929 года.

## Болезнь и смерть

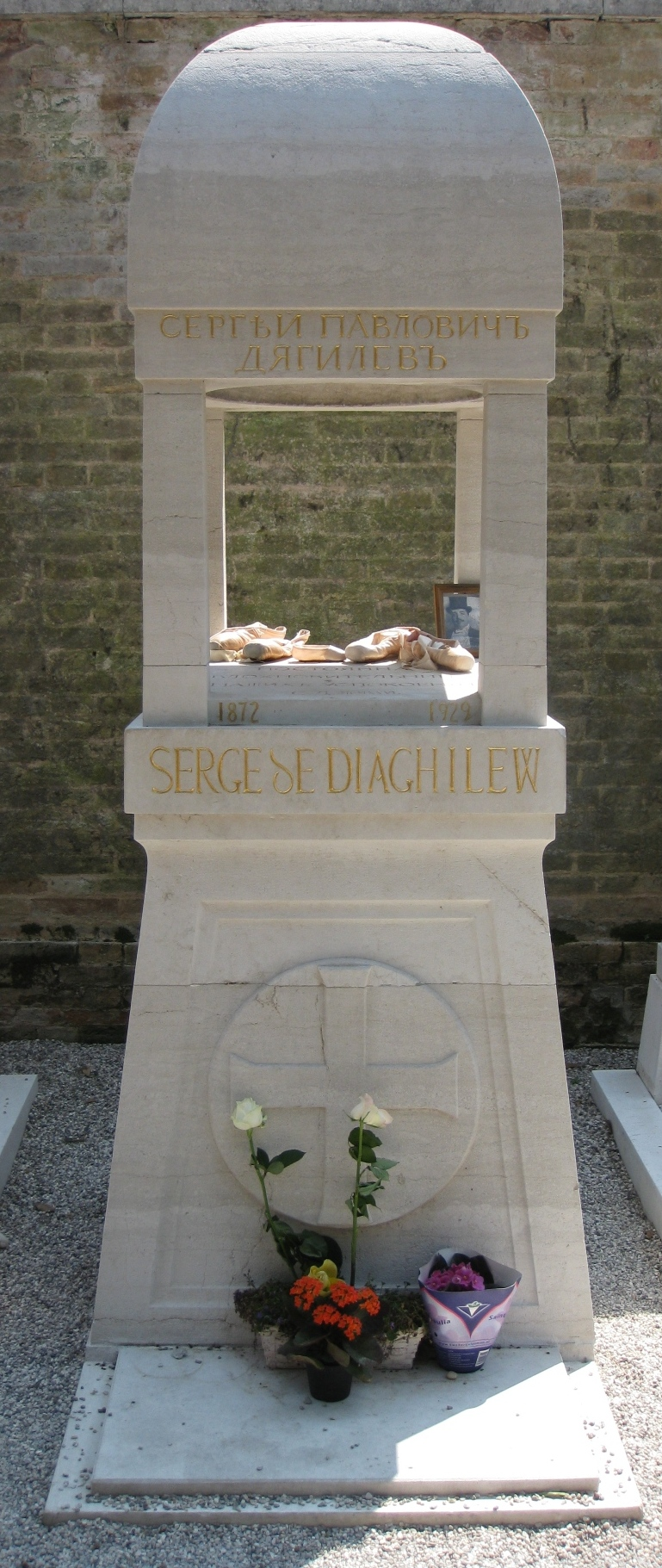
Могила Дягилева на острове Сан-Микеле

В 1921 году у Дягилева диагностировали сахарный диабет. По воспоминаниям Стравинского, следовать диете он не умел, чтобы оставаться стройным, «морил себя голодовками», но постоянные стрессы часто «заедал» коробками конфет. Лечения инсулином он не проводил, так как «боялся впрыскиваний». В 1927 году у него развился фурункулёз — смертельно опасное состояние, способное привести к сепсису, а антибиотики тогда ещё не были известны. Летом 1929 года в Париже доктор Далимье предписал Дягилеву соблюдать диету и много отдыхать, предупредив, что несоблюдение рекомендаций повлечёт за собой опасные последствия для его здоровья.
Дягилев проигнорировал предписание, отправившись с труппой в Берлин, затем в Кёльн и через Париж — в Лондон, где вновь посетил врача, посоветовавшего ему нанять медсестру, что также не было сделано: за ним ежедневно ухаживал Кохно, делая необходимые процедуры и перевязки. Отправив труппу в отпуск и вернувшись в Париж, он вновь посетил Далимье, который настаивал на курсе лечения термальными водами в Виши. Вместо этого Дягилев вместе со своим протеже Игорем Маркевичем предпринял «музыкальное» путешествие вдоль Рейна, посетив Баден-Баден (где он обсудил новый балет с Хиндемитом и виделся с Набоковым, позднее написавшим: «Несмотря на его внешний вид, казалось, что у него было хорошее настроение. Он весело рассказывал о своих планах на оставшуюся часть лета и на новый осенний сезон»), Мюнхен (ради опер Моцарта и Вагнера) и Зальцбург. Оттуда Дягилев послал своему кузену Павлу Корибут-Кубитовичу письмо с настойчивой просьбой приехать к нему в Венецию. Расставшись с Маркевичем в Веве, 7 августа Дягилев отправился в Венецию. На следующий день он въехал в «Гранд-отель», куда вечером прибыл Лифарь.
К тому времени у него уже началось заражение крови из-за абсцессов. С 12 августа он больше не вставал с постели, за ним ухаживал Лифарь. Даже будучи больным, Дягилев продолжал строить планы и напевать из Вагнера и Чайковского. 16 августа к нему приехал Кохно, 18-го — посетили Мися Серт и Шанель. Получив телеграмму от Корибут-Кубитовича, который не спешил приехать по его вызову, Дягилев заметил: «Ну конечно, Павка запоздает и приедет после моей смерти». Вечером к нему пришёл священник. Ночью температура у Дягилева поднялась до 41°, он больше не приходил в сознание и скончался на рассвете 19 августа 1929 года. Так как у Дягилева при себе не было средств, похороны оплатили Мися Серт и Коко Шанель. После короткой панихиды в соответствии с обрядом православной церкви, тело было перенесено на остров Сан-Микеле и захоронено в православной части кладбища.
На мраморном надгробном памятнике выбито имя Дягилева по-русски и по-французски (Serge de Diaghilew) и эпитафия: «Венеция — постоянная вдохновительница наших успокоений» — фраза, написанная им незадолго до смерти в дарственной надписи Сержу Лифарю. На постаменте рядом с фотографией импресарио почти всегда лежат балетные туфли (чтобы их не унесло ветром, их набивают песком) и другая театральная атрибутика. На том же кладбище рядом с могилой Дягилева находится могила композитора Игоря Стравинского, а также поэта Иосифа Бродского, который назвал Дягилева «Гражданином Перми».
Официальной наследницей Дягилева оказалась сестра его отца, Юлия Паренсова-Дягилева, проживавшая в Софии (она отказалась от наследства в пользу Нувеля и Лифаря). 27 августа Нувель организовал панихиду по усопшему в Париже, в соборе Александра Невского. Личная коллекция балетных материалов Дягилева — эскизов, рисунков, костюмов — перешла к Сержу Лифарю.

## Личная жизнь и влияние

### Личная жизнь и характер
Сергей Дягилев был сложной, противоречивой фигурой, имел непростой характер и наживал как много поклонников и покровителей, так и массу врагов. Покровителями Дягилева в разные годы были Дмитрий де Гинцбург, княгиня Эдмон де Полиньяк, лорд Ротермир, Мися Серт, Коко Шанель. Благодаря его рекламному и управленческому гению многие артисты, которые могли бы остаться известны только на родине, стали звёздами мирового уровня. При этом в труппе Дягилев был всегда тем, кого боялись и с кем не имели близких отношений. Артисты жаловались, что от Дягилева очень трудно добиться оплаты гонорара, а темп работы с постоянными гастролями и новыми постановками, который он задавал всей труппе, был настолько изматывающим, что выжимал из них все силы. Факт, что у Дягилева был сложный подход к финансам, был общеизвестен — Сергей Павлович часто брал в долг крупные суммы, на «Русские сезоны» ему несколько раз выдавал крупные субсидии император, а затем — друзья-меценаты. Заключая шестизначные контракты с операми и мьюзик-холлами, он часто не давал контрактов своим артистам, опираясь только на устные соглашения. В переписках и документах сохранились свидетельства того, как Дягилев не оплачивал долги, задерживал гонорары, давал обещания, которые не собирался держать. Например, Клод Дебюсси, которого Дягилев с огромным трудом уговорил принять участие в подготовке сезона 1909 года, а затем отказался от его услуг, писал: «наш русский ведёт себя так, словно лучшая манера поступать с людьми — это сперва обмануть их». А в 1910 году давний друг Дягилева Бенуа отказывался работать над новым балетом для «Русских сезонов», поскольку ещё не получил гонорара за предыдущий год.
После подобного случая закончились дружба и сотрудничество с одним из главных соавторов успеха «Русских сезонов» — Леоном Бакстом. Весь 1918 год Бакст работал над костюмами, выслав Дягилеву несколько эскизов, которые импресарио не понравились. В начале 1919 года Сергей Павлович отправил Мясина в Париж договориться о сотрудничестве над лондонской постановкой с Андре Дереном, премьера состоялась уже летом. Чтобы вынудить Бакста самого отказаться от постановки, Дягилев в середине мая послал ему телеграмму с требованием сдать работу в кратчайшие сроки. Когда же Бакст отказался, Дягилев оплатил целую кампанию в британской прессе, критиковавшую произведения Бакста как устаревшие и потерявшие остроту.
По словам композитора Николая Набокова, был «первым великим гомосексуалом, заявлявшим о себе и признанным обществом». Дягилев осознал свою гомосексуальность в раннем возрасте, на протяжении 15 лет состоял в отношениях со своим кузеном Дмитрием Философовым. Причиной разрыва послужил роман Философова с поэтессой Зинаидой Гиппиус, в «тройном браке» с ней и Дмитрием Мережковским Философов провёл 15 лет.
Интимные отношения связывали Дягилева с Вацлавом Нижинским, а позднее с другими протеже-танцовщиками: Леонидом Мясиным, Борисом Кохно, Антоном Долиным, Сержем Лифарём, а также с музыкантом Игорем Маркевичем.
Дягилев был «тиранически» ревнив и безжалостен к бывшим фаворитам, а артистам за непослушание жестоко мстил. Например, Брониславу Нижинскую за отказ перекрасить волосы для роли он снял с выступления, а когда Вера Немчинова не сказала ему о новом контракте с Кокраном, навсегда перестал с ней сотрудничать. Любовникам Дягилева было строжайше запрещено иметь отношения с женщинами, например, секретаря Маврина уволили с должности в одночасье, как только стало известно о его связи с балериной Ольгой Фёдоровой. Даже Карсавину он отстранял от роли за флирт с последним любовником — Сергеем Лифарём. Лифаря, как и Нижинского и Мясина, Дягилев отправил учиться к Чекетти, возил по главным музеям Европы и старался развивать художественный вкус. Также он полностью изолировал Лифаря от общения с другими людьми вне репетиций и выступлений, наказывая танцовщиц увольнением за кокетство и разрывая отношения с друзьями.

### Дягилев и Нижинский
Нижинский стал первым фаворитом и протеже Дягилева, прославившись после начала «Русских сезонов». Вацлав прошёл обучение в Императорском балетном училище, был отмечен за выдающийся талант и с мая 1908 года танцевал в Мариинском театре. Танцор, умевший словно зависать в воздухе и обладавший ни с кем не сравнимой техникой танца, он первым из мужчин в балете затмил прима-балерин по популярности у публики.
Дягилев словно поместил Нижинского в «золотую клетку» — тот вообще не получал гонораров и «сам не мог даже купить билета на поезд», все расходы покрывал лично Сергей Павлович, а покупки совершал приставленный к Вацлаву слуга Василий. Дягилев стремился оградить Нижинского от любых контактов с коллегами вне сцены, ревновал как к женщинам, так и к успеху. Когда Нижинский стал совершать первые шаги как хореограф и его влияние на труппу стало помехой в глазах Дягилева, у них начались конфликты.
Во время морского путешествия на гастроли в Буэнос-Айрес Нижинский влюбился в свою давнюю поклонницу венгерку Ромолу де Пульска, уже через месяц женился на ней и отправил об этом письмо Дягилеву. Ответом стало извещение о немедленном увольнении из труппы. В последующие два года Сергей Павлович приложил массу усилий, чтобы не позволить Нижинскому ставить его балеты, запрещал сотрудничать с ним художникам и композиторам, подавал в суд и способствовал полному разорению танцора. В 1916 году Дягилев отправил ему из Мадрида телеграмму с приглашением принять участие в гастролях труппы в Испании. Нижинский не знал о том, что в Испании телеграмма считалась документом, обладающим силой связующего контракта. Дягилев же был об этом осведомлён и намеренно воспользовался этой уловкой, чтобы вынудить Нижинского принять участие в гастролях в Южной Америке. В этой поездке сразу несколько несчастных случаев чуть было не стоили Нижинскому жизни. Перенапряжение от многих лет гастрольной жизни, крах карьеры и предательство Дягилева спровоцировали у Нижинского шизофрению. Заболев в 28 лет, он так никогда и не оправился, проведя остаток жизни в лечебницах.
Подобная трагедия постигла ещё одного танцора, сотрудничавшего с Дягилевым — испанца Феликса Фернандес-Гарсия. Он был приглашён Дягилевым солировать в «Треуголке» и с 1918-го участвовал в «Русских сезонах». Фернадес-Гарсия обучал Мясина фламенко и канте хондо, его ученик достиг значительных успехов и постоянно получал похвалы от Дягилева. Чтобы танцевать главную партию, требовалось отказаться от импровизаций и работать под метроном, чего испанец никогда не умел и о чём было известно Дягилеву, тем не менее, последний продолжал настаивать и критиковать Фернандеса-Гарсия, доведя его до нервного срыва, который в итоге привёл того к сумасшествию.

### Отношения с Мясиным
Ещё в начале 1910-х Дягилев открыл нового талантливого танцора — Леонида Мясина, и поручил Энрико Чекетти «сделать из него второго Нижинского». После разрыва с Нижинским Мясин стал новым фаворитом, он получил главные роли и позволение Дягилева ставить собственные балеты. Хотя Мясин получил больше свободы, чем Нижинский, он также пострадал от ревности Дягилева. В 1920 году, во время подготовки новой версии «Весны священной», у Леонида завязался роман с английской балериной Верой Кларк, недавно появившейся в труппе и выступавшей под псевдонимом Савина. В дневниках Филиппо Томмазо Маринетти описана история, как в Риме Дягилев нанял частных детективов следить за парой и докладывать ему об их встречах в отелях. В конце концов Дягилев напоил Савину, раздетую притащил в соседнюю комнату и кинул на постель к спящему Мясину с воскликом: «Смотри, вот твой идеал». После этого Мясин немедленно покинул отель и прекратил всяческие отношения с Дягилевым. Он был уволен из труппы, Савина же из многообещающей солистки была переведена в кордебалет.
Дягилев тяжело переживал разрыв со своим фаворитом и несколько дней никого к себе не подпускал, кроме Нувеля и своих слуг Беппо и Василия. По словам артиста Михаила Семёнова, «Дягилев будто помешался»; «его друзья, опасаясь за его здоровье и даже разум, денно и нощно не выпускали его из виду», — писал Арнольд Хаскелл.
Начиная с 1924 года, Мясин, к тому времени женившийся на Савиной, вновь сотрудничал с Дягилевым, который после ухода Брониславы Нижинской остался без хореографа. Согласно свидетельству композитора Дукельского, во время работы над балетом «Зефир и Флора» он говорил ему, что «у Леонида нет ни души, ни сердца, ни вкуса, и единственное, что его интересует, — это деньги».

## Оценка деятельности
Неоценимый вклад Дягилева в популяризацию русского искусства и балета в мире, открытие множества талантливых исполнителей, редкие организаторские способности признавали как его друзья, так и враги. По словам художника Михаила Нестерова, Дягилев «без всяких „патриотических“ побуждений, ни мало не думая о „славе отечества“, а думая лишь о самом себе, о своём благополучии… прославил русское искусство». Революция, которую произвёл Дягилев и «Русские сезоны» в культурной жизни мира, стала началом принципиально нового балетного спектакля, в котором синтезированы несколько искусств — музыка, актёрская игра, хореография, сценография.
По словам А. Н. Бенуа, «ни одна из затей не получила бы своего осуществления, если бы Дягилев не возглавил её и не привнёс бы своей энергии туда, где творческого начала было уже много, но где не было главного — объединяющей роли». М. Ф. Ларионов считал, что «Дягилев — энтузиаст, отдавший всего себя с какой-то языческой страстностью искусству». «Кто-то говорил, что антреприза была личным делом Дягилева… Только злой язык и злобный ум могли произнести такую клевету на этого крестоносца красоты», — утверждал Н. К. Рерих.
Характеризуя Сергея Дягилева, современники использовали необычные образные метафоры: Валентин Серов называл его «лучезарным солнцем», Александр Бенуа — «Геркулесом» и «Петром Великим», Аким Волынский говорил, что он — «жёлтый Дьявол на аренах европейских стран», Андрей Белый — «Нерон в чёрном смокинге над пламенеющим Римом», Вацлав Нижинский назвал его «орлом, душившим маленьких птичек», а Сергей Судейкин вообще называл его исключительно «Монстр». Жан Кокто говорил, что Дягилев — это «чудовище, это священный монстр, это русский принц, которого жизнь устраивала, только если в ней происходили чудеса».
Ромола Нижинская в книге своих воспоминаний отметила, что уже в 1910-х Дягилев совершенно забыл, что «не он научил артистов танцевать», и успех его труппы был бы невозможен без самого главного — той школы, которую они получили в Императорском балете. Мариус Петипа говорил, что успех Русских сезонов — это успех рекламы, а не искусства. Успех Дягилева основывался на постоянном поиске новинок, сродни современной модной индустрии, а также сценографии и декоративном оформлении, тогда как классическая школа Петипа приоритетом всегда имела танец.
Труппа Дягилева давала сезоны в Париже и в Лондоне, а также гастролировала в Италии, Испании, Германии, США. «Русские Сезоны» были средством пропаганды русского балетного и изобразительного искусства. За двадцать лет своего существования они полностью изменили традиционные представления о театре и танце, также способствовали расцвету балета в странах, где этот жанр не был развит. После смерти Дягилева Мясин реорганизовал его бывшую труппу в «Русский балет Монте-Карло», просуществовавший до 1939 года, а последний хореограф антрепризы — Баланчин — переехал в США и открыл там школу балета.

## Адреса
В Перми
- ул. Сибирская, 33 — Гимназия № 11 им. С. П. Дягилева

В Санкт-Петербурге
- 1896—1900 — Литейный пр., 45 — Белинского ул., 8[68];
- 1900—1906 — Фонтанки наб., 11 —.Караванная ул., 6[69].

В Венеции
- Лидо, Grand Hotel des Bains[англ.]

## Дягилевы в СССР
Ещё до Первой мировой войны Дягилев мечтал показать свою антрепризу в Санкт-Петербурге. В начале 1920-х годов при помощи Маяковского, которого он всячески привечал в Берлине и Париже, Дягилев пытался организовать гастроли труппы или хотя бы свою поездку в СССР, однако затем от этой идеи отказался.
Два брата Сергея Дягилева, Юрий и Валентин, стали жертвами репрессий в конце 1920-х. Валентина Дягилева и его супругу арестовало НКВД в конце лета 1927 года. Весть об этом дошла до Сергея Павловича только спустя полгода, по его просьбе о судьбе брата пытался узнать французский консул. Вскоре после того, как стало известно о смерти Сергея Павловича, Валентина расстреляли на Соловках, вероятно, по сфабрикованному уголовному делу. Юрий был сослан (по другим данным, подвергся административной высылке), умер в Ташкенте (по другим данным, в городе Чирчик Ташкентской области) в 1957 году.
Старший племянник Сергей Валентинович Дягилев был симфоническим дирижёром. Как и отец, Валентин Павлович, был репрессирован в 1937 году по соответствующей политической статье. Провёл 10 лет в лагерях и 5 лет в ссылке. После реабилитации вернулся в Ленинград, где продолжил творческую деятельность. Скончался 13 августа 1967 года.
Младший племянник Василий Валентинович Дягилев, невролог, решил скрывать родство со знаменитым дядей.
Правнучатый племянник Сергей Александрович Дягилев — композитор и дирижёр. Проживает в Санкт-Петербурге.

## Память

### В Париже
- В 1965 году площадь неподалёку от театра «Гранд-Опера», в IX округе города, получила название Площадь Дягилева.
- В 2003 году в Париже в театре «Шатле» был открыт памятник-бюст Дягилева работы петербургского скульптора Левона Лазарева[70].
- В 2008 году аукционный дом Sotheby’s организовал в Париже в честь 100-летия «Русских балетов» Дягилева выставку «Танцевать по направлению к славе: Золотой век „Русских балетов“», на которой было представлено около 150 картин, эскизов, костюмов, декораций, рисунков, скульптур, фотографий, рукописей и программок. Среди экспонатов выставки были костюмы, эскизы для которых делали Леон Бакст и французские художники Андре Дерен и Анри Матисс. Также была представлена инсталляция бельгийского скульптора Изабель де Боршграв, вдохновлённая наследием Дягилева[71].
- В 2009 прошёл конкурс на проект памятника Дягилеву в Париже. Победителем стал скульптор Виктор Митрошин с композицией, в которой импресарио стоит в полный рост на высоком постаменте, на котором Петрушка открывает занавес. В момент проведения конкурса проект поддержал президент Жак Ширак, его супруга Бернадетт выразила желание курировать работы по осуществлению проекта; затем проект перешёл под патронаж Пьера Кардена. Так как мэр Парижа Жан Тибери был против, деятельность по возведению памятника удалось начать лишь после того, как его сменил Бертран Деланоэ. Памятник планировалось установить на площади перед зданием Гранд-Опера[72].

### В России

#### В Перми
- В родовом доме Дягилевых в Перми с 1992 года размещается гимназия, носящая имя С. П. Дягилева, и музей, составляющий с гимназией единый комплекс[73]. В 2007 году в концертном зале Дома Дягилева был установлен памятник Сергею Павловичу работы скульптора Эрнста Неизвестного[74][75]. С 2009 года в Перми обсуждается возможность переноса памятника на одну из улиц, однако памятник отлит из цветной патинированной бронзы — прихотливого материала, который боится дождей и выхлопных газов[76].
- По инициативе Пермского театра оперы и балета в Перми проводятся ежегодный «Дягилевский фестиваль».
- В сентябре 2011 года министр культуры Пермского края Николай Новичков предложил назвать новый аэропорт Перми «Международный аэропорт „Сергей Дягилев“»[77].

#### В других городах
- Именем Дягилева назван лицей искусств в Екатеринбурге, школа искусств в Зеленограде, а также теплоход «Сергей Дягилев».
- Весной 2006 года в здании Щукинской сцены на территории московского сада «Эрмитаж» открылся ночной клуб «Дягилев» (также известный как «Dяgilev proжект»). Его логотипом стал чёрно-белый рисунок, изображающий усатого мужчину во фраке, цилиндре и бабочке с явным намёком на образ С. П. Дягилева.
- В Санкт-Петербурге Музей современных искусств имени С. П. Дягилева Санкт-Петербургского государственного университета был создан в 2008 г. на Факультете филологии и искусств СПбГУ. Музей вырос из деятельности Центра искусств имени Дягилева — общественной организации, созданной в 1990 г.
- 4 октября 2022 года в Третьяковской галерее на Крымском Валу организована выставка «Дягилев. Генеральная репетиция». Выставка приурочена к 150-летию со дня рождения театрального деятеля и включает в себя около 330 экспонатов: сценические костюмы, графические произведения, афиши, архивные фотографии, книги и видеозаписи балетных постановок[78].

### Образ в искусстве

#### Изобразительное искусство
- Портрет кисти Валентина Серова (1904).
- Портрет Сергея Павловича Дягилева с няней кисти Льва Бакста (1905).
- В бонистике: Дягилев изображён на лицевой стороне купюры номиналом 500 уральских франков 1991 года выпуска.
- В филателии:

Почтовые марки России
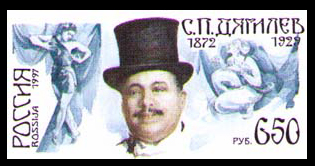
оригинальная марка на почтовом конверте, 1997
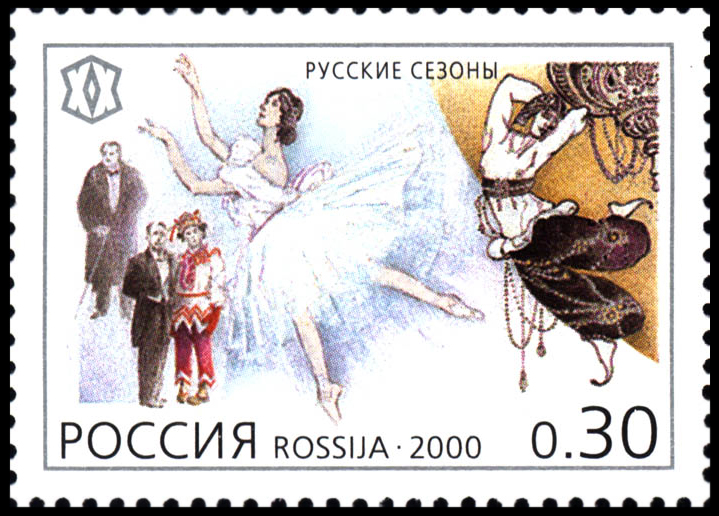
Сергей Дягилев и «Русские сезоны», 2000
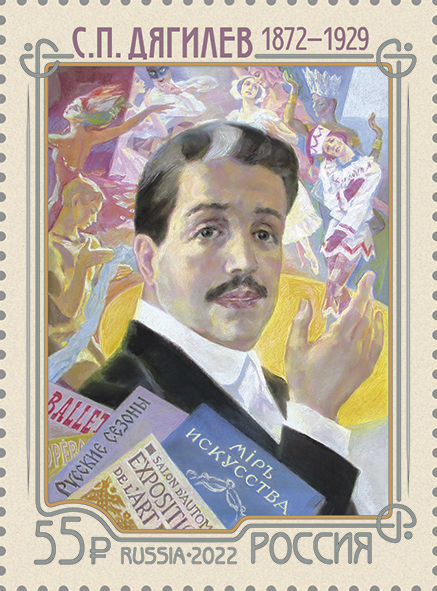
Почтовая марка 2022 год

#### В кинематографе
- С. П. Дягилев стал прообразом импресарио Лермонтова в фильме «Красные башмачки» (1948, роль исполнил австрийский актёр Антон Уолбрук).
- В фильме «Нижинский[англ.]» (1980, США) роль Дягилева исполнил Алан Бейтс.
- В фильме «Анна Павлова» («Мосфильм», 1983, режиссёр Эмиль Лотяну) роль Дягилева исполнил Всеволод Ларионов.
- «Коко Шанель и Игорь Стравинский» (2009) — в фильме, в частности, показаны отношения Дягилева с композитором Стравинским.
- «Париж Сергея Дягилева» — документальный фильм режиссёра Никиты Тихонова, авторы сценария Виолетта Майниеце и Юлия Тихонова (39 мин.; 2010, Россия).
- В телесериале «Хроники молодого Индианы Джонса» (эпизод «Барселона, май 1917», 1992) роль Дягилева исполнил Уильям Хуткинс.
- В телесериале «Мата Хари» (2017) роль Дягилева исполнил Андрей Тартаков.
- «Дягилев и Стравинский. Поединок гениев» — документальный фильм режиссёра Олега Сариго (44 мин.; 2022, Россия).

#### В театре
- Образ Дягилева показан в балете Мориса Бежара «Нижинский — клоун Божий» (1972, театр «Ла Монне») и в нескольких спектаклях Джона Ноймайера, посвящённых судьбе танцовщика Вацлава Нижинского.

В драматическом театре роли Дягилева исполняли:
- Максим Мишаев — в спектакле Театра кукол им. С. В. Образцова «Нижинский, сумасшедший Божий клоун» (2008, режиссёр Андрей Денников).
- Эдвардас Бейнорас — в спектакле «Нижинский. Музыка одной жизни», Экспериментального театра авторской пьесы на сцене Центра В. С. Высоцкого[79].
- Олег Вавилов — в спектакле Театра на Малой Бронной «Нижинский, сумасшедший клоун Божий».
- Михаил Николаев — в спектакле «Я — клоун Божий. Нижинский» (реж. Юрий Цуркану), Театр «Приют комедианта» (Санкт-Петербург).
- Михаил Николаев — в спектакле «Дягилев. Последние дни. Сцены из жизни Сергея Дягилева и Миси Серт» (реж. Роман Габриа, в роли Миси Серт пианистка Полина Осетинская), Шереметевский дворец (Санкт-Петербург).

## Документальные фильмы
- 2001 — «Избранники. Россия век XX, выпуск 28: Сергей Дягилев» (реж. Станислав Раздорский, Никита Воронов, Анатолий Васильев).
- 2002 — «Судьба подвижника. Сергей Дягилев» (реж. Виктор Спиридонов, Александр Васильев).
- 2010 — «Париж Сергея Дягилева» — документальный фильм режиссёра Никиты Тихонова, авторы сценария Виолетта Майниеце и Юлия Тихонова (39 мин.; 2010, Россия).
- 2017 — «Купец на все времена. Виртуальный музей Сергея Дягилева» / Marchand de toutes les saisons: Le musee virtuel de Sergei Diaghilev (документальный фильм-интервью с Эдвардом Радзинским, Николаем Цискаридзе, Александром Васильевым, реж. Светлана Астрецова).
- 2017 — «Мир искусства Сергея Дягилева. Гражданин Перми (2007)»